# Dietrich Stichtenoth
Dietrich Stichtenoth (* 11. Februar 1913 in Landolfshausen; † 1964) war ein deutscher Historiker.
Stichtenoth, der Sohn eines Lehrers, promovierte 1938 an der Universität Hamburg (Die Entstehung der normännischen Herzogsgewalt im 10. Jahrhundert).
Er gab deutsche Übersetzungen der Schriften von Pytheas und Rufus Festus Avienus heraus und veröffentlichte über antike Geographie Deutschlands.

## Schriften
- Herausgeber und Übersetzer: Pytheas von Marseille: Über das Weltmeer, Die Geschichtschreiber der deutschen Vorzeit, Band 103, Böhlau 1959
- Herausgeber und Übersetzer: Rufus Festus Avienus: Ora Maritima, Wissenschaftliche Buchgesellschaft 1968 (lateinisch und deutsch)

Aufsätze:
- Die Ostgrenze der Sachsen und die Sachseninseln in der „Geographie“ des Ptolemaios, Zeitschrift der Gesellschaft für Schleswig-Holsteinische Geschichte, Band 89, 1964, S. 13–32
- Zwei Teillösungen der Sachsenfrage, Niedersächsisches Jahrbuch für Landesgeschichte, Band 28, 1956, S. 215–231
- Abalus und die Nerthusinsel, Zeitschrift für deutsches Altertum und deutsche Literatur, Band 86, 1955–1956, S. 161–192
- Tartessus und die Odermündung, Zeitschrift für deutsches Altertum und deutsche Literatur, Band 85, 1954–1955, S. 81–95
- Die heilige Insel, Zeitschrift der Gesellschaft für Schleswig-Holsteinische Geschichte, Band 78, 1954, S. 280–283
- Farria vel Heiligland und das Rügenheiligtum. Eine Entgegnung, Zeitschrift der Gesellschaft für Schleswig-Holsteinische Geschichte, Band 77, 1953, S. 184–194